# مرشد و مارگاریتا (فیلم ۱۹۷۲)
«مرشد و مارگاریتا» (صربی‌کرواتی: Мајстор и Маргарита, Majstor i Margarita) یک فیلم فانتزی به کارگردانی آلکساندر پتروویچ است که در سال ۱۹۷۲ منتشر شد. از بازیگران آن می‌توان به اوگو تونیاتزی اشاره کرد.